# چرخ‌دنگ اهرم‌دار
چرخ‌دنگ اهرم‌دار (انگلیسی: Lever escapement) یک سازوکار تنظیم زمان در ساعت‌های مکانیکی است که در قرن هجدهم اختراع شد و به سرعت به یکی از محبوب‌ترین و پرکاربردترین انواع چرخ‌دنگ تبدیل شد. این سازوکار به خاطر طراحی ساده، قابل اعتماد و دقت نسبتاً بالا، در بسیاری از ساعت‌های جیبی و مچی مورد استفاده قرار می‌گیرد.
چرخ‌دنگ اهرم‌دار از یک چرخ دندانه‌دار به نام چرخ گریز و یک اهرم تشکیل شده است. اهرم به آونگ یا سیستم تنظیم‌کننده دیگر ساعت متصل است و با چرخش به جلو و عقب، دندانه‌های چرخ گریز را یکی پس از دیگری آزاد می‌کند. این حرکت کنترل‌شده چرخ گریز باعث می‌شود که چرخ‌دنده‌های ساعت با سرعت ثابتی بچرخند و زمان را به دقت اندازه‌گیری کنند.
یکی از ویژگی‌های کلیدی چرخ‌دنگ اهرم‌دار، استفاده از دو شاخک در انتهای اهرم است. این شاخک‌ها به گونه‌ای طراحی شده‌اند که با دندانه‌های چرخ گریز درگیر می‌شوند و مانع از چرخش آزاد آن می‌شوند. با هر نوسان آونگ، یکی از شاخک‌ها دندانه چرخ گریز را آزاد می‌کند و به آن اجازه می‌دهد کمی بچرخد. سپس شاخک دیگر با دندانه بعدی درگیر می‌شود و این چرخه تکرار می‌شود.
چرخ‌دنگ اهرم‌دار به دلیل طراحی ساده و تعداد کم قطعات متحرک، نسبتاً قابل اعتماد و بادوام است. همچنین، به لطف پیشرفت‌های فناورانه در طول قرن نوزدهم و بیستم، دقت زمان‌سنجی این سازوکار به‌طور قابل توجهی بهبود یافته است.
با این حال، چرخ‌دنگ اهرم‌دار کامل نیست. این سازوکار به روغن‌کاری منظم نیاز دارد تا اصطکاک و سایش را کاهش دهد. همچنین، تنظیم دقیق آن می‌تواند چالش‌برانگیز باشد و نیاز به مهارت و تجربه ساعت‌ساز دارد.
به‌طور کلی، چرخ‌دنگ اهرم‌دار یک سازوکار مهم و مؤثر در ساعت‌های مکانیکی است که به دلیل سادگی، قابلیت اطمینان و دقت، محبوبیت زیادی دارد. اگرچه با ظهور ساعت‌های کوارتز و اتمی، استفاده از آن کاهش یافته است، اما همچنان در بسیاری از ساعت‌های مکانیکی با کیفیت بالا استفاده می‌شود.